# ゲオルク・ヴェッツェル
ゲオルク・ヴェッツェル（Georg Wetzell, 1869年3月5日 - 1947年1月3日）は、ドイツの軍人。最終階級はヴァイマル共和国軍（Reichswehr）歩兵大将。1926年から1927年に参謀総長にあたる陸軍兵務局長を務めた。

## 来歴
フランクフルト・アム・マイン近郊で生まれる。少佐当時の1914年始めに第III軍団参謀部に配属される。同年の第一次世界大戦勃発に伴い、第XVIII軍団参謀長に就任。1916年に陸軍最高司令部（OHL）作戦部長に転じる。作戦部長として立案したイタリアに対する作戦成功を賞され、1916年12月にプール・ル・メリット勲章を受章。1917年11月には柏葉付プール・ル・メリット勲章を受章した。1918年に第5軍参謀長に任命される。
戦後はヴァイマル共和国軍に採用され、1921年に偵察部隊総監に就任。1923年12月、少将に昇進。1926年2月に兵務局長に任命され、1927年2月に中将に昇進した。同年、第I集団参謀部に転じる。同年10月に歩兵大将に昇進して退役した。
1930年、4年間の契約で中華民国南京国民政府に軍事顧問として招聘された（→中独合作）。1934年からは『軍事週報』の編集長を務めた。第二次世界大戦後にアウクスブルクで死去した。
| 軍職                  | 軍職                                                 | 軍職                                  |
| --------------------- | ---------------------------------------------------- | ------------------------------------- |
| 先代 オットー・ハッセ | ドイツ陸軍兵務局長 第4代：1926年10月 - 1927年1月27日 | 次代 ヴェルナー・フォン・ブロンベルク |